# Fiat
Fiat S.p.A je italijansko avtomobilsko podjetje in avtomobilska korporacija, v katero so sedaj vključena nekoč neodvisna podjetja Abarth, Alfa Romeo, Ferrari, Iveco, Lancia in Maserati. 

## Zgodovina
Podjetje za proizvodnjo in prodajo avtomobilov z imenom Società Italiana per la costruzione e il comercio delle automobili je v Torinu 1. julija 1899 ustanovila skupina devetih poslovnežev, na čelu z Giovannijem Agnellijem. Kasneje so ime spremenili v kratico s pomenom Fabbrica Italiana Automobili Torino (italijansko : Italijanska tovarna avtomobilov Torino).
Po zgledu, ki ga je v množično proizvodnjo avtomobilov v Detroitu vpeljal Henry Ford, so tudi v Torinu v Lingottu v tridesetih letih dvajsetega stoletja zgradili petnadstropno tovarniško stavbo, s testno stezo na strehi.

## Proizvodni program
Tovarna je najbolj poznana po izdelavi majhnih mestnih avtomobilov, prav tako pa korporacija proizvaja tudi ladijske motorje, tirna vozila, traktorje idr.

## Najbolj znani modeli avtomobilov
- Fiat 500 Topolino
- Fiat 500
- Fiat 126
- Fiat 128
- Fiat Panda
- Fiat 850
- Fiat 127
- Fiat 1300
- Fiat 131
- Fiat Regata
- Fiat Croma
- Fiat Ritmo
- Fiat Tipo
- Fiat Uno
- Fiat Punto

## Motošport
Tovarniško moštvo je pod imenom Fiat SpA med sezonama 1900 in 1924 nastopilo na 124 dirkah za Veliko nagrado formule 1, na katerih so dosegli 17 zmag in 37 uvrstitev na stopničke.

### Zmage v formuli 1
| Sezona | Dirka                     | Dirkač                           | Dirkalnik | Poročilo |
| ------ | ------------------------- | -------------------------------- | --------- | -------- |
| 1900   | Padova-Treviso-Padova     | Vincenzo Lancia                  | Fiat 6    | Poročilo |
| 1904   | Susa-Montecenisio         | Alessandro Cagno Vincenzo Lancia | Fiat      | Poročilo |
| 1904   | Coppa Florio              | Vincenzo Lancia                  | Fiat      | Poročilo |
| 1904   | La Consuma                | Vincenzo Lancia                  | Fiat      | Poročilo |
| 1905   | Susa-Montecenisio         | Felice Nazzaro                   | Fiat      | Poročilo |
| 1907   | Targa Florio              | Felice Nazzaro                   | Fiat      | Poročilo |
| 1907   | Kaiser Preis              | Felice Nazzaro                   | Fiat      | Poročilo |
| 1907   | Velika nagrada Francije   | Felice Nazzaro                   | Fiat      | Poročilo |
| 1908   | Coppa Florio              | Felice Nazzaro                   | Fiat      | Poročilo |
| 1908   | Velika nagrada ZDA        | Louis Wagner                     | Fiat      | Poročilo |
| 1912   | Velika nagrada ZDA        | Caleb Bragg                      | Fiat S74  | Poročilo |
| 1921   | Targa Florio              | Giulio Masetti                   | Fiat 451  | Poročilo |
| 1922   | Velika nagrada Francije   | Felice Nazzaro                   | Fiat 804  | Poročilo |
| 1922   | Velika nagrada Italije    | Pietro Bordino                   | Fiat 804  | Poročilo |
| 1923   | Velika nagrada Vetturetta | Alessandro Cagno                 | Fiat 802  | Poročilo |
| 1923   | Velika nagrada Italije    | Carlo Salamano                   | Fiat 805  | Poročilo |